# Vertelka, Zboriv
Vertelka (în ucraineană Вертелка) este un sat în comuna Kobzarivka din raionul Zboriv, regiunea Ternopil, Ucraina.

## Demografie
Componența lingvistică a localității Vertelka
     Ucraineană (100%)
Conform recensământului din 2001, toată populația localității Vertelka era vorbitoare de ucraineană (100%).